# HD 75289
HD 75289 Aは、ほ座の方角に存在する6等級の恒星である。薄黄色の主系列星で、太陽より若干重く、熱く、明るい。非常に良い観測条件の下では、肉眼でも見ることができるが、通常は双眼鏡以上の器具が必要である。
2004年に、赤色矮星の伴星が存在する可能性が指摘された。

## 惑星系
1999年、木星の半分程度の質量の惑星HD 75289 bが視線速度法により発見された。この惑星は典型的なホット・ジュピターで、HD 75289 Aから0.0482AUの軌道をわずか3.51日で公転する。
| 名称 （恒星に近い順） | 質量               | 軌道長半径 （天文単位） | 公転周期 (日)       | 軌道離心率    | 軌道傾斜角 | 半径 |
| --------------------- | ------------------ | ----------------------- | ------------------- | ------------- | ---------- | ---- |
| b                     | > 0.467 ± 0.041 MJ | 0.0482 ± 0.0028         | 3.509267 ± 0.000064 | 0.034 ± 0.029 | —          | —    |

## 連星系
HD 75289 Bは、HD 75289 Aの周囲を公転している赤色矮星の伴星である。主星と固有運動が同じであるため、力学的に結びついた連星だと考えられる。2つの恒星は21.5秒離れて見え、地球からの距離を約94光年とすると、実際には約621AU離れている。